# Leporinus fasciatus
Cá sọc đen hay cá ong (Danh pháp khoa học: Leporinus fasciatus) là loài cá trong họ Anostomidae.

## Đặc điểm
Chúng có một khả năng nhảy cao, có màu sắc đặc biệt của cơ thể, gồm những dải vàng và đen xen kẽ nhau, khiên nhiều người liên tưởng tới loài ong. Cá Ong nhỏ có năm vạch đen trên cơ thể, khi trưởng thành chúng phát triển thành mười vạch trên cơ thể. chúng là một loài ăn tạp, rất dễ dàng cho người chơi chăm sóc, từ thịt bò, tim bò, sâu, tôm ngâm nước muối, thức ăn khô, thực vật. Chúng có thể ăn thực vật. Cá Ong hay nhảy, do đó nếu nuôi chúng thì bể cá cần phải có nắp đậy cẩn thận. Tuy cá Ong rất hung dữ với những cá thể đồng loại, nhưng lại sống hòa đồng với đại đa số các loại cá khác. Tránh nuôi chúng với những loài cá có kích thước khác biệt quá nhiều, đề phòng chúng có thể bị cá Ong ăn thịt.